# Dorfkirche Breddin

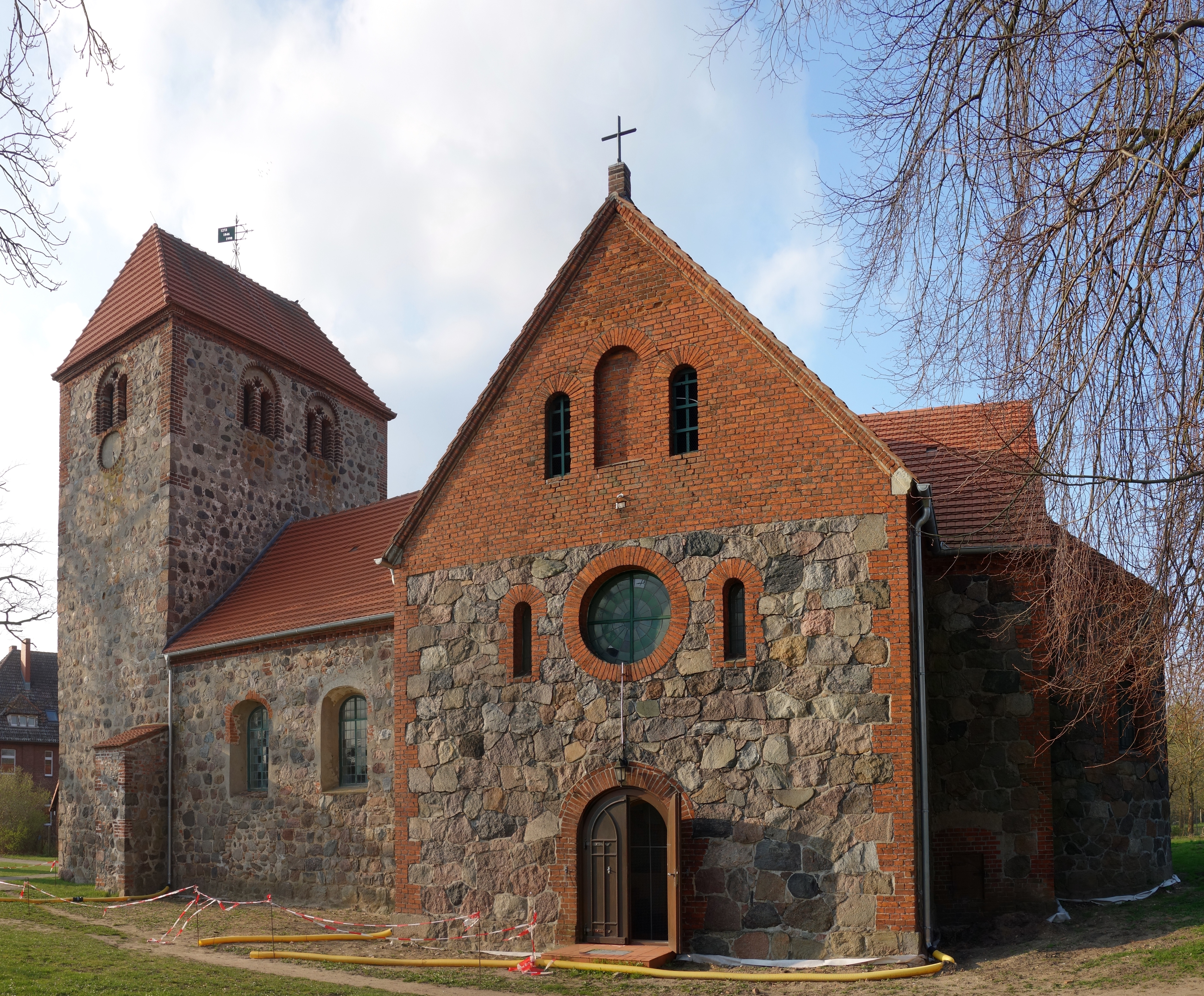
Dorfkirche Breddin

Die evangelische, denkmalgeschützte Dorfkirche Breddin, auch Maria-Magdalena-Kirche, steht in Breddin, einer Gemeinde im Landkreis Ostprignitz-Ruppin in Brandenburg. Die Kirchengemeinde gehört Pfarrsprengel Breddin-Barenthin im Kirchenkreis Prignitz im Sprengel Potsdam der Evangelischen Kirche Berlin-Brandenburg-schlesische Oberlausitz.

## Beschreibung
Die 1273 geweihte Saalkirche aus Feldsteinen mit einem Langhaus, das mit einem Satteldach bedeckt ist, und einem querrechteckigen Kirchturm im Westen, der quer mit einem Walmdach bedeckt ist, wurde 1847 im Osten des Langhauses durch Einfügen eines Querschiffes zu einer Kreuzkirche umgebaut. An das Langhaus wurde außerdem im Osten eine halbkreisförmige Apsis angebaut. Im obersten Geschoss des Kirchturms befindet sich hinter den als Biforien gestalteten Klangarkaden der Glockenstuhl. Die Kirchenausstattung stammt aus der Zeit des Umbaus. 
Weil 2020 festgestellt wurde, dass die Kirche im Mittelalter dem Patrozinium der Maria Magdalena unterstand, wurde die Kirche in „Maria-Magdalena-Kirche“ umbenannt.

## Orgel

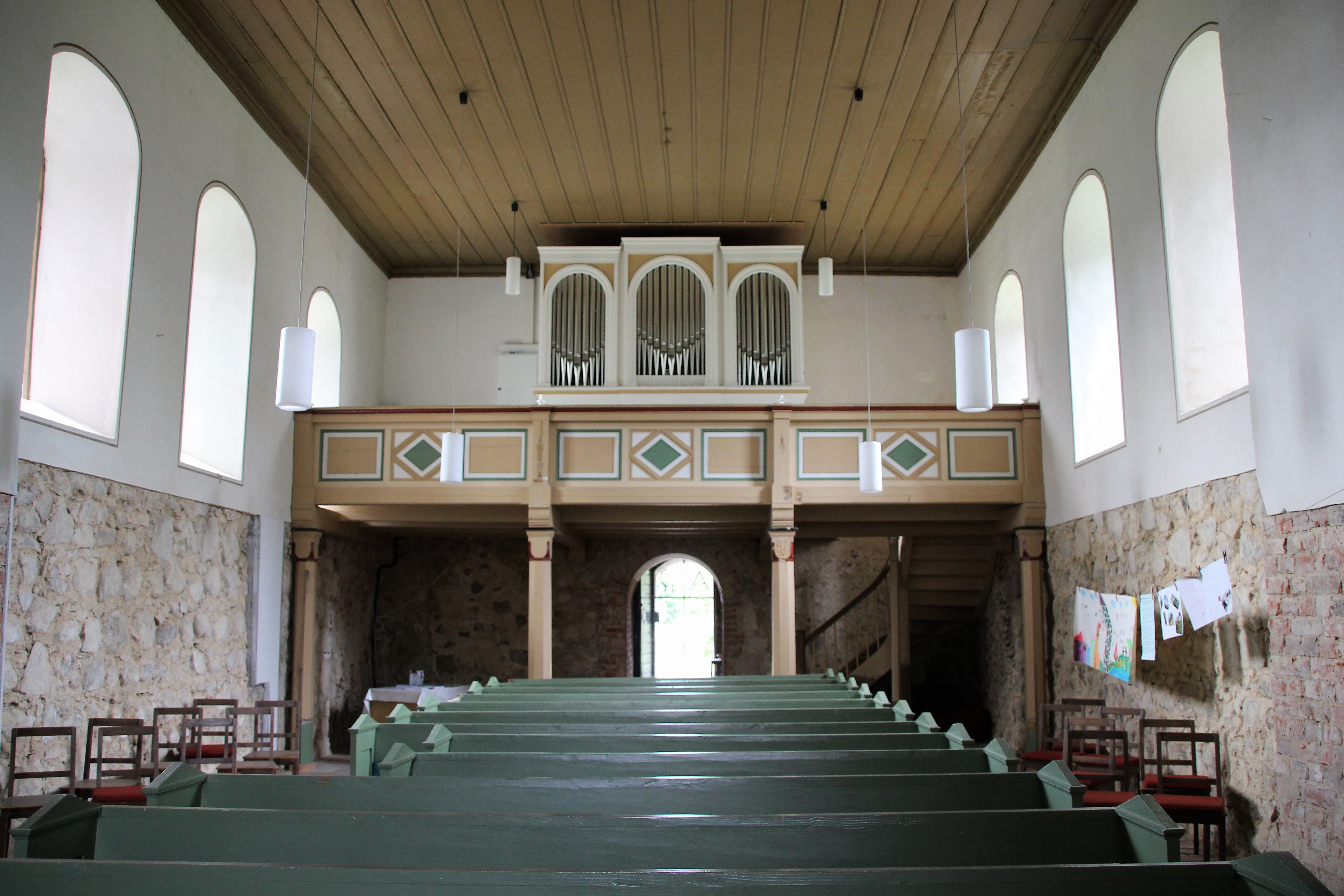
Blick zur Orgel

Die Orgel auf der Empore wurde 1869 von Carl Eduard Gesell gebaut. 1906 wurde sie von Rudolf Piper aus Perleburg erweitert und hat seitdem mit sechs Register auf einem Manual und Pedal. Die 1917 abgegebenen Prospektpfeifen wurden später in Zink ersetzt. 1992 erfolgte eine Instandsetzung durch die Eberswalder Orgelbauwerkstatt. Die Disposition lautet:
| Manual C–c4 |            |    |
| 1.          | Principal  | 8′ |
| 2.          | Gedact     | 8′ |
| 3.          | Octav      | 4′ |
| 4.          | Floete     | 4′ |
| 5.          | Superoctav | 2′ |

| Pedal C–d1 |         |     |
| 6.         | Subbass | 16′ |

- Koppeln: I/P, Manualoberoctavkoppel
- Nebenregister: Calcant
- Traktur: mechanische Schleifladen